# Saison 2 de Spenser
Chronologie
Saison 1 Saison 3
Cet article présente les vingt-deux épisodes de la deuxième saison de la série télévisée américaine Spenser (Spenser: For Hire).

## Distribution

### Acteurs principaux
- Robert Urich : Spenser
- Avery Brooks : Hawk
- Ron MacLarty : sergent Frank Belson
- Carolyn McCormick : Rita Fiori
- Richard Jaeckel : lieutenant Martin Quirk

## Épisodes

### Épisode 1:Œil pour œil
- États-Unis : 27 septembre 1986 sur ABC

- Charles Kimbrough (Louis Groton)
- Marg Helgenberger (Nancy Kettering)
- Dan Lauria (Harry)
- Carole Shelley (Irène)
- Joshua Mostel (Leonard)
- Kent Broadhurst (Michael Brimson)

### Épisode 2:La Jetée de la veuve
- États-Unis : 4 octobre 1986 sur ABC

- Margaret Whitton (Elen Calone)
- Neill Barry (Tony Calone)
- Louis Zorich (Manuel Almeida)
- Ed O'Neill (Buddy Almeida)
- Helen Stenborg (Velma Almeida)
- Adrian Sparks (Dom)

### Épisode 3:Le Chevalier blanc
- États-Unis : 18 octobre 1986 sur ABC

- Tom Atkins (Hatch)
- Page Hannah (Laura Findley)
- Douglas Wert (Benny Haskell)
- Joe Lambie (Theodore Wilkes)
- Samuel L. Jackson (Leroy Clancy)
- Jude Ciccolella (Gus Sloan)

### Épisode 4:Berceuse
- États-Unis : 25 octobre 1986 sur ABC

- John Cullum (Anthony Bennett)
- Susan Hess (Michelle Gilbert)
- Janice Rule (madame Bennett)
- Norman Snow (Peter Devane)
- Clarise Taylor (miss Emma)

### Épisode 5:Et laisser tomber le show biz?
- États-Unis : 1er novembre 1986 sur ABC

- Patrick Breen (Bobby Olak)
- Gerry Bamman (Laurence Denning)
- Paul Herman (Morgan Evans)
- Michael Mantell (Tommy Gross)

### Épisode 6:La Traque
- États-Unis : 8 novembre 1986 sur ABC

- Drew Snyder (Paul Martine)
- J. Kenneth Campbell (Adjoint Hagen)
- Don Reilly (Don Martine)
- Michael Currie (shérif Bayer)

### Épisode 7:Le Retour du héros
- États-Unis : 22 novembre 1986 sur ABC

- Tim Guinee (Kevin Moran)
- John Spencer (Joe Moran)
- Leon Russom (Brad Stiles)
- Lauren Holly (Emily Brown)
- Peter Maloney (Red Donnelly)

### Épisode 8:Un par la terre, deux par la mer
- États-Unis : 29 novembre 1986 sur ABC

- Stephen Joyce (Michael Kelly)
- Donal Donnelly (monsieur Martin)
- Margaret Hilton (madame Martin)
- Suzy Hunt (Catherine Kelly)
- Robert Gerringer (Paul Johnson)
- Dee Hoty (Sarah Brown)
- Casey King (Beauregard)

### Épisode 9:Dans les ténèbres
- États-Unis : 13 décembre 1986 sur ABC

- Kim Hauser (Chrissy Cabot)
- Kevin Conroy (Gallagher)
- Patricia Richardson (Sarah Cabot)
- Tamara Tunie (Nina)
- Jon Tenney (Garrett)
- Colin Fox (père Brendan)

### Épisode 10:Les Espoirs et les Peurs
- États-Unis : 20 décembre 1986 sur ABC

- George DiCenzo (Dan Chandler)
- Nancy Travis (Maggie Ellis)
- Seth Green (Andy Chandler)
- Lynne Thigpen (Madame Jarvis)
- Jack Gwaltney (Charlie Horn)
- John Bell (Tim Sullivan)
- David S. Chandler (Hal McGraw)

### Épisode 11:Parmi les amis
- États-Unis : 10 janvier 1987 sur ABC

- Badja Djola (Tyrone Blackwell)
- David O'Brien (Tom Flaherty)

### Épisode 12:Je confesse
- États-Unis : 17 janvier 1987 sur ABC

- James Murtaugh (Morton Fuller)
- Pamela Payton-Wright (Karen Fuller)
- Paul Calderon (Lunza)
- John Finn (Ken Green)
- Marita Geraghty (Elizabeth Canning Anthony)
- Patricia Elliott (Vera Canning)

### Épisode 13:Meurtre et acquisitions
- États-Unis : 24 janvier 1987 sur ABC

- E. Katherine Kerr (Cynthia Bodman)
- J.T. Walsh (Andrew Lawford)
- Danielle Von Zerneck (Lisa Bodman)
- Jamey Sheridan (Todd Wallace)
- Rob Morrow (Danny)
- John Towey (Bruce Huber)

### Épisode 14:Démons intérieurs
- États-Unis : 7 février 1987 sur ABC

- Blanche Baker (Carolyn Tomlinson)
- Laurence Fishburne (David Mukende)
- Ruby Dee (Eleanor Simpson)
- Dick Latessa (George Kendrick)
- Christine Farrell (Brenda Reston)

### Épisode 15:Mary Hamilton
- États-Unis : 14 février 1987 sur ABC

- Melissa Leo (Mary Hamilton)
- Jimmie Ray Weeks (Billy Joe Hamilton)
- Earl Hindman (Max Ordella)
- Patricia Charbonneau (Linda Shannon)
- David Leary (Jackie Coyle)
- John Christopher Jones (Fred Taylor)

### Épisode 16:Procès et erreur judiciaire
- États-Unis : 21 février 1987 sur ABC

- Jack Coulter (Arnie Wexler)
- Alice Haining (Linda Harpel)
- Barton Heyman (Don Clemens)
- David Patrick Kelly (Ned Lloyd)
- Trey Wilson (Terry Vogel)

### Épisode 17:Pour ma fille
- États-Unis : 7 mars 1987 sur ABC

- Larry Riley (Bo Braxton)
- Pam Potillo (Jessie Braxton)
- David Strathairn (Doggie Thorpe)
- Rocco Sisto (Sonny Stroud)
- Margaret Avery (Callie Braxton)

### Épisode 18:La Promesse d'un frère
- États-Unis : 14 mars 1987 sur ABC

- Michael Countryman (Nick Griffin)
- Jordan Clarke (Brad Griffin)
- Fran Brill (Joan Cahill)
- Isao Sato (Long Van Lihn)
- Mako (Tommy Nguyen)
- Beatrice Winde (Delia Johnson)
- Tom Matsusaka (Phan)

### Épisode 19:Le Chemin de retour
- États-Unis : 21 mars 1987 sur ABC

- Kip Niven (Dan Mahaffey)
- David Margulies (Karl Shore)
- Tony Shalhoub (docteur Hambrecht)
- Heather Menzies (miss Westmore)
- Frank Whaley (Tommy)

### Épisode 20:Si tu savais Sammy
- États-Unis : 4 avril 1987 sur ABC

- Sal Viscuso (Sammy Backlin)
- John Seitz (Duke Fallon)
- Bill Cobbs (Larry Sills)
- William H. Macy (Efrem Connors)
- Kate Burton (Randy)

### Épisode 21:L'Homme qui n'était pas là
- États-Unis : 2 mai 1987 sur ABC

- Paul Guilfoyle (Ross Bates)
- David Hyde Pierce (O'Neill)
- Jay Patterson (Al Sheen)
- John Rothman (Stanley Michaels)
- Richard Backus (John Thomas)
- Peggy Smithhart (Lissa Thomas)

### Épisode 22:Le Chant d'Orphée
- États-Unis : 9 mai 1987 sur ABC

- John Pankow (Billy Hanratty)
- George Loros (Jake Williams)
- David O'Brien (Tom Flaherty)
- Leonard Jackson (Jock)
- John Hutton (Bendix)
- Andrew Davis (Sonny Lucovick)
- Olek Krupa (Latta)